# 佐藤謙
佐藤 謙（さとう けん、1943年11月17日 - ）は、日本の大蔵・防衛官僚。第24代防衛事務次官。公益財団法人日本国際フォーラム評議員、日本テレビホールディングス株式会社・日本テレビ放送網株式会社社外取締役。一般社団法人市ヶ谷論壇会長。

## 来歴・人物
東京都立両国高等学校を経て、1966年東京大学法学部卒業。同年、大蔵省入省。同期に中山恭子、武藤敏郎、中島義雄、長野庬士（証券局長）、松川隆志（北海道開発事務次官）など。元自治庁次官、読売新聞社会長・小林與三次の娘婿。
防衛事務次官在任中は、海上自衛隊スパイ事件で処分を受けたが、紛争地への自衛隊の派遣、アメリカ同時多発テロに対するアフガニスタン侵攻の後方支援のための自衛艦派遣などを実施。近年は、国家安全保障に関する官邸機能強化会議議員等を務めた。
2015年春の叙勲で瑞宝重光章受章。現在は日本テレビホールディングス株式会社・日本テレビ放送網株式会社社外取締役を務める。

## 略歴
- 1965年9月 国家公務員上級甲種試験（法律）を合格[5]
- 1966年4月 大蔵省入省。主税局国際租税課
- 1967年6月 名古屋国税局調査査察部
- 1968年7月 大臣官房調査企画課
- 1969年7月 主計局総務課調査主任[6]
- 1970年7月 主計局総務課企画第一係長[7][8]
- 1971年7月 防府税務署長
- 1972年7月 理財局国債課課長補佐（企画・法規）心得[9]
- 1973年7月 理財局国債課課長補佐
- 1974年7月 防衛庁経理局会計課
- 1976年7月 主計局主計官補佐（農林第三係主査）
- 1978年7月 主計局主計官補佐（農林水産第四係主査）
- 1979年7月 主計局主計官補佐（公共事業総括、第一係主査）
- 1981年7月 東京国税局間税部長
- 1982年11月27日 国務大臣秘書官事務取扱（内閣官房長官 後藤田正晴・藤波孝生付）
- 1985年6月25日 大蔵省主計局主計官
- 1987年6月25日 大蔵省主計局法規課長（7月1日まで主計官兼務）
- 1988年6月15日 大蔵省理財局資金第一課長
- 1990年6月29日 大蔵省理財局総務課長（7月5日まで国庫課長、国債課長、資金第一課長、資金第二課長兼務、7月17日まで地方資金課長兼務）
- 1991年6月11日 大蔵省大臣官房参事官（土地問題担当）
文書課長候補から土地問題が重要問題となってきたので、審議官的な役割が期待される土地問題担当参事官に就任。すぐに、新行革審答申を受けた証券・金融検査委員会設置にともなう準備室に小川是が総務審議官（現 総括審議官）から審議官（準備室担当）に就任。佐藤が土地問題との併任、阪田雅裕が専任の形で、小川の下で準備室担当参事官に就任。大蔵省の附属機関化とすることにともなう同委員会の組織・定員や、大蔵省官房に残す一部検査部門と同委員会との業務の割り振りなどの法案固めの業務にあたった[10]。
- 1992年6月26日 大蔵省理財局次長
- 1993年6月25日 防衛庁長官官房防衛審議官
- 1994年7月1日 防衛庁教育訓練局長
- 1995年4月21日 防衛庁経理局長
- 1997年7月1日 防衛庁防衛局長
- 2000年1月18日 防衛事務次官
- 2002年1月18日 退官
- 退官後は、都市基盤整備公団副総裁、公益財団法人世界平和研究所理事長・副会長などを歴任。
- 2009年1月 安全保障と防衛力に関する懇談会 専門委員
- 2014年6月27日 日本テレビホールディングス株式会社・日本テレビ放送網株式会社社外取締役
- 2015年春の叙勲で瑞宝重光章受章。
- 2018年 公益財団法人中曽根康弘世界平和研究所顧問